# Coelostomidia pilosa
Coelostomidia pilosa är en insektsart som först beskrevs av William Miles Maskell 1891.  Coelostomidia pilosa ingår i släktet Coelostomidia och familjen pärlsköldlöss. Inga underarter finns listade i Catalogue of Life.